# Lee Jae-ik
Lee Jae-ik (en coréen : 이재익), né le 21 mai 1999 à Uijeongbu en Corée du Sud, est un footballeur international sud-coréen évoluant au poste de défenseur central au Jeonbuk Hyundai Motors.

## Biographie

### En club
Né à Uijeongbu en Corée du Sud, Lee Jae-ik rejoint le Gangwon FC en janvier 2018, le transfert est annoncé dès le mois de décembre 2017. Le 12 mai 2018, il joue son premier match en professionnel, lors d'une rencontre de K League 1 face au FC Séoul. Il est titularisé ce jour-là, et les deux équipes se séparent sur un match nul (1-1).
En juillet 2019, il rejoint le club d'Al-Rayyan SC.
Le 16 septembre 2020, il est prêté au club belge du Royal Antwerp pour une saison avec option d'achat. Il ne joue toutefois aucun match avec cette équipe et retourne en Corée du Sud, en s'engageant avec le Seoul E-Land FC (en).
Lee inscrit son premier but pour le Seoul E-Land FC le 5 mars 2022, lors d'une rencontre de championnat face au Ansan Greeners FC. Unique buteur de la partie, il permet à son équipe de s'imposer.
Le 3 janvier 2024, Lee Jae-ik s'engage en faveur du Jeonbuk Hyundai Motors.

### En équipe nationale
Lee Jae-ik est sélectionné avec les moins de 19 ans pour participer au championnat d'Asie des moins de 19 ans en 2018. Lors de cette compétition organisée en Indonésie, il joue les six matchs de son équipe, tous en tant que titulaire. Il se met en évidence en délivrant trois passes décisives : deux en phase de poule, contre la Jordanie et le Viêt Nam, et enfin une en demi-finale, contre le Qatar. La Corée du Sud se hisse en finale, où elle est battue par l'Arabie saoudite (1-2).
Lee Jae-ik est ensuite sélectionné en 2019 avec la Corée du Sud des moins de 20 ans pour participer à la Coupe du monde 2019 des moins de 20 ans qui se déroule en Pologne. Titulaire indiscutable en défense, il joue les sept matchs de son équipe lors de ce tournoi, et les siens se hissent jusqu'en finale, en étant battus par l'Ukraine (3-1).
En octobre 2019, il est convoqué pour la première fois avec l'équipe nationale de Corée du Sud par le sélectionneur Paulo Bento. Il ne joue toutefois aucun match lors de ce rassemblement, en restant sur le banc des remplaçants face au Sri Lanka (large victoire 8-0).

## Palmarès
| Corée du Sud -19 ans - Championnat d'Asie -19 ans : - Finaliste : 2018. |  | Corée du Sud -20 ans - Coupe du monde -20 ans : - Finaliste : 2019. |